# David Peterka
David Peterka (* 21. Februar 2006) ist ein tschechischer Bahnradsportler in den Kurzzeitdisziplinen.

## Sportlicher Werdegang
David Peterka begann mit dem Radsport beim SK Petřín Plzeň. Im Jahr 2020 wurde er zum besten Radsportler der Region Pilsen in seiner Schüler-Alterskategorie gekürt; in diesem Jahr gewann er sieben Meisterschaftsmedaillen. Später wechselte er zum Verein Dukla Brno, der eine eigene Abteilung für Bahnsprinter hat.
Am 11. Dezember 2022 stürzte Peterka im Prager Velodrom Motol. Mit hoher Geschwindigkeit prallte er gegen die Barriere, über die er aus vier Metern Höhe auf den Beton fiel. Er musste sich einer schweren Operation unterziehen: Er hatte Rippen und das Schlüsselbein gebrochen, einen Pneumothorax erlitten und Wirbel waren zertrümmert. Er schwebte zunächst in Lebensgefahr, und erst im Oktober 2023 konnten die letzten Schrauben aus seinem Körper entfernt werden.
Trotz dieser schweren Verletzungen verfolgte Peterka seine Radsportlaufbahn weiter: 2024 wurde er mit Kryštof Friedl und Jan Pořízek im chinesischen Luoyang Junioren-Weltmeister im Teamsprint. Bei den Junioren-Europameisterschaften in Cottbus errang er Bronze im Zeitfahren und im Teamsprint (mit Kryštof Friedl und Jan Pořízek). Auf nationaler Ebene wurde er dreifacher Meister der Junioren. Im Jahr darauf errang das tschechische Teamsprint-Duo mit Adam Rauschgold, Jan Pořízek und Peterka bei den U23-Europameisterschaften Silber.
2025 startete Peterka bei den Europameisterschaften der Elite im Sport Vlaanderen Heusden-Zolder Velodroom Limburg im belgischen Heusden-Zolder die Bronzemedaille im 1000-Meter-Zeitfahren.

## Erfolge
2024
- Junioren-Weltmeister – Teamsprint (mit Kryštof Friedl und Jan Pořízek)
- Junioren-Europameisterschaft – Zeitfahren, Teamsprint (mit Kryštof Friedl und Jan Pořízek)
- Tschechischer Junioren-Meister – Sprint, Zeitfahren, Teamsprint (mit Kryštof Friedl und Adam Rauschgold)[4]

2025
- U23-Europameisterschaft – Teamsprint (mit Adam Rauschgold und Jan Pořízek)
- Europameisterschaft – Zeitfahren